# Huni
Huni (ursprüngliche Lesung des Eigennamens unklar) war vermutlich der letzte altägyptische König (Pharao) der 3. Dynastie (Altes Reich). Er mag gemäß Thomas Schneider zwischen 2690 und 2670 v. Chr. regiert haben. Im Turiner Königspapyrus werden ihm 24 Jahre Regierungszeit zugesprochen.
Von der modernen Forschung wird Huni als schwer fassbarer Herrscher angesehen, da einerseits zwar spätere Quellen über ihn vorliegen, andererseits jedoch nur sehr wenige zeitgenössische Artefakte oder Denkmäler erhalten geblieben sind. Zudem widersprechen sich spätere Königslisten und Chroniken hinsichtlich der Anzahl und Reihenfolge der Könige während der 3. Dynastie. Einigkeit herrscht nur dahingehend, dass die Königslisten, die Huni erwähnen, ihn stets als Vorgänger von König Snofru, dem Begründer der 4. Dynastie, beschreiben. Es ist zudem unklar, unter welcher gräzisierten Namensform Huni in den berühmten Aegyptiaca des antiken Historikers Manetho erscheint. Ägyptologen wie Winfried Barta halten den Namen Achés für denkbar, welcher von Manetho in seiner Beschreibung der 3. Dynastie an siebter Stelle aufgeführt wird. Zeitgenössische Belege erwähnen Huni nur indirekt und verschweigen jegliche Informationen zu seiner Familie und Herkunft. Bisherige Rückschlüsse auf seine Identität und Regierungszeit sind deshalb vorwiegend Vermutungen und Rekonstruktionen.

## Belege
Die einzigen zeitgenössischen Monumente, die zweifelsfrei Huni zugeordnet werden können, sind ein Granit-Konus und eine Inschrift auf einem Steingefäß.
Der Konus aus rotem Granit wurde 1909 auf Elephantine gefunden, nahe einer kleinen Stufenpyramide. Das 160 cm hohe, 69 cm dicke und 50 cm breite Denkmal wird heute im Ägyptischen Museum in Kairo (JE 41556) aufbewahrt. Nach Rainer Stadelmann wurde es ursprünglich sichtbar an der Außenseite der kleinen Pyramide aufgestellt.
In den Jahren 2009 und 2010 fand Miroslav Barta bei den Ausgrabungen der Mastaba AS-54 in Abusir-Süd einen weiteren Beleg des Königs Huni, ein Steingefäß aus poliertem Magnesit. Die kurze Inschrift lautet: König von Ober- und Unterägypten, Huni. Der Name des Herrschers ist ohne Kartusche geschrieben, der Name des Grabbesitzers konnte noch nicht identifiziert werden.
In der Mastaba des hohen Beamten Metjen (Mastaba L6 in Sakkara, Ende der 3. Dynastie) wird ebenfalls der Name des Huni erwähnt. Der Grabbesitzer wird als „Leiter des Totenstiftungsgutes des Königs Huni im 2. unterägyptischen Gau“ bezeichnet.
Des Weiteren wird Huni auf der Rückseite des berühmten Palermosteins genannt. Unter der Herrschaft des Neferirkare (5. Dynastie) ist ein Gut, das den Namen Hunis trägt, bezeugt. Diese Anlage konnte jedoch bislang nicht lokalisiert werden.
Huni wird außerdem im Papyrus Prisse (vermutlich 13. Dynastie) aufgeführt, in dem unter anderem die Lehre für Kagemni erzählt wird. In dieser Lehre (Kolumne II, Zeile 7) heißt es:

„[…] dann aber verstarb Seine Majestät Huni und Seine Majestät Snofru stieg auf als wohltätiger Herrscher im ganzen Land. Und Kagemni wurde zum neuen Vorsteher der Stadt und Wesir des Königs ernannt.“

Damit wird Huni als direkter Vorgänger von Snofru angegeben, was sich mit den späteren Königslisten deckt: Auch der Turiner Königspapyrus sowie die Königsliste von Sakkara beschreiben Huni als direkten Vorgänger von König Snofru.
Ein bekanntes Fundstück, das oft Huni zugesprochen wird, ist der sogenannte „Brooklyner Königskopf“ aus poliertem Rosengranit (siehe Titelbild). Aufgrund des pausbackigen Gesichts wird er aber ebenso Pharao Cheops zugewiesen.

## Name und Identität

### Der Name „Huni“

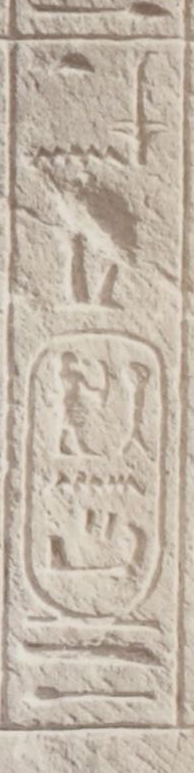
Die Sakkara-Liste stammt aus der 19. Dynastie. Sie zeigt die jüngere Schreibweise.

Vom Königsnamen „Huni“ gibt es verschiedene Varianten, die sich grundsätzlich in eine ältere und eine jüngere Schreibweise einteilen lassen: Auf älteren Belegen wird er mit den Gardiner-Zeichen M23 (Binse), X1 (Brotlaib), N35 (Wasserlinie) und V28 (Seilstrick o. Kerzendocht) oder ähnlich geschrieben – so auf dem Granit-Konus aus Elephantine (möglicherweise zeitgenössisch), auf dem Palermostein (5. Dynastie), auf der Grabinschrift des Metjen (3. bis 4. Dynastie) und auf dem Steingefäß aus Abusir (3. bis 4. Dynastie). Daneben existiert eine jüngere Schreibweise, die durch das Determinativ eines „schlagenden Mannes“ (A25) gekennzeichnet ist und den Bestandteil Nisut nicht mehr enthält: Auf dem Papyrus Prisse (13. Dynastie) wird er mit den Zeichen A25, N35 und Z4 (zwei Schrägstriche) überliefert, das Zeichen V28 wurde hier ausgelassen. In der Königsliste von Sakkara (19. Dynastie) und in der Turiner Königsliste (19. Dynastie) bilden die Zeichen V28, A25, N35, Z4 und D40 (Arm mit Stock) Hunis Namen. Die Königsliste von Abydos (ebenfalls 19. Dynastie) führt Huni merkwürdigerweise nicht auf und nennt stattdessen einen gewissen Neferkare, den die Ägyptologie nicht recht zuzuordnen weiß. Bereits Ludwig Borchardt stellte fest, dass es sich bei allen Varianten um den gleichen Namen handeln muss. Er las den älteren Namen nsw Ḥ(w) (Nisut H(u)) („König Hu“) und nahm an, dass die spätere Überlieferung aus einer falschen Überlegung heraus das Nisut als Titel aus der Kartusche herausgenommen und vor diese gestellt habe. Die Verkürzung Hu verstand man als „Schläger“ und setzte das Zeichen des schlagenden Mannes dahinter. Das Ni (N35 + Z4) sei eine auch sonst feststellbare Erweiterung der Schreibung dieses Wortes, die aus der Schleife am Rücken des Zeichens des „schlagenden Mannes“ entwickelt worden sei. Eine Lesung als „König Hu“ schlug auch Eduard Meyer vor.
Hans Goedicke schlug eine Lesung des Namens als Nj-Swtḥ (Ni-Suteh) vor, die sich an den Königsnamen Nj-nṯr (Ninetjer) und N(.j)-wsr-Rˁ (Niuserre) orientiert, die ebenfalls mit Nj („zugehörig“) beginnen und sich auf eine bestimmte Gottheit berufen. Rainer Stadelmann und Wolfgang Helck widersprechen dem und machen geltend, dass weder eine Gottheit Swtḥ, noch sonst im Altägyptischen ein Wort dieser Konsonantenfolge bekannt ist. Daher wird Goedickes Lesung inzwischen abgelehnt.
Wolfgang Helck verweist auf die älteste überlieferte Form des Namens der Stadt Ehnas aus der 6. Dynastie. Da die Schreibung dieses Stadtnamens die gleichen Zeichen wie der Name „Huni“ verwendet, legt er nahe, dass sich dahinter ein alter Gutshof der Totenstiftung dieses Königs verbirgt. Somit müsste die Schreibung des Stadtnamens also den Königsnamen des Königs Ḥw enthalten. Da eine keilschriftliche Version des Ortsnamens als Ḫininsi überliefert ist, folgert Helck, dass die Zeichen im Königsnamen ḥ + n + nsw zu interpretieren sind. Daraus leitet er den Namen Ḥw-nj-nsw („Der ‚Ausspruch‘ gehört dem König“) ab, der zwar bisher nicht belegt ist, aber parallel zu K3-nj-nsw („Das Ka gehört dem König“) gebildet ist.
Rainer Stadelmann weist abschließend darauf hin, dass Helcks Interpretation nicht unproblematisch ist, insbesondere in Hinblick auf die Form der Königsnamen aus der 3. Dynastie: Während dieser Zeit (und in den Dynastien davor) wurde in öffentlichen Dokumenten und an öffentlich zugänglichen Orten nur der Horusname des Königs zur Schau gestellt, der Geburtsname wurde verschwiegen. Huni wäre demzufolge der erste ägyptische Herrscher, unter dem sich die Königskartusche als offizielles und in der Öffentlichkeit präsentiertes Namenssiegel durchsetzt.

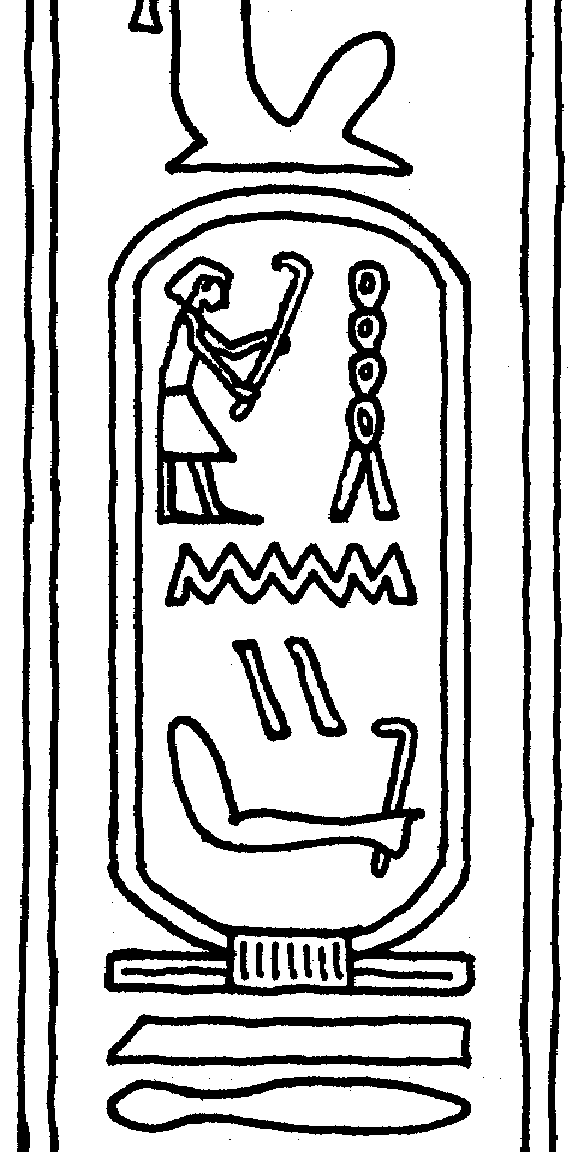
Hunis Kartusche in der Sakkara Liste in der Lesart von Eduard Meyer
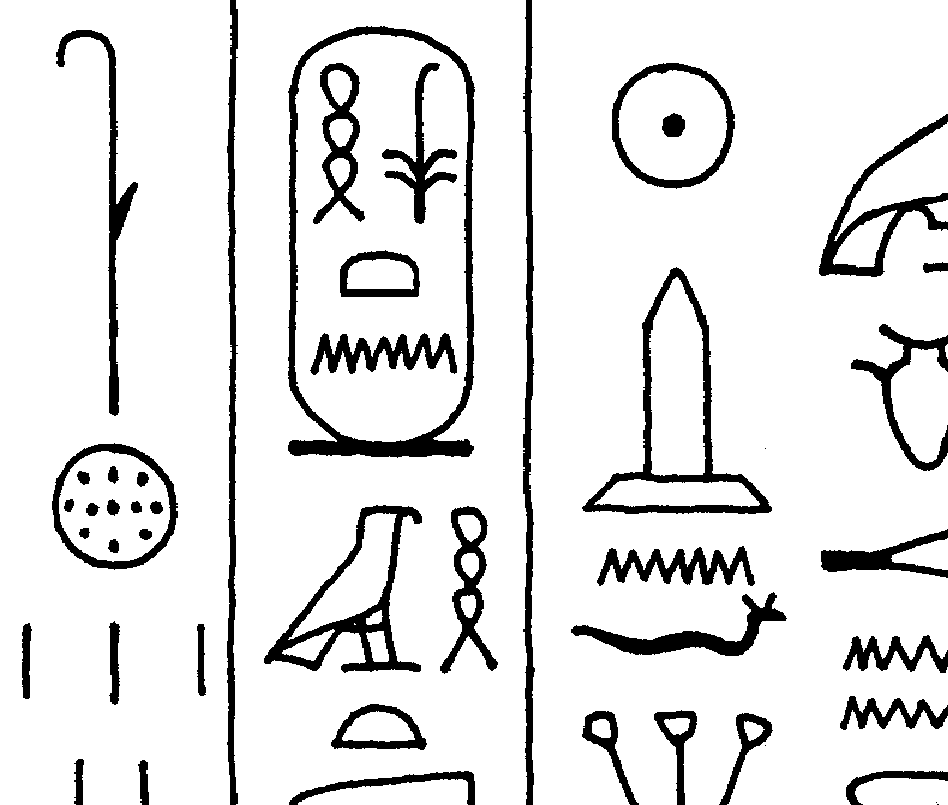
Hunis Name im Eintrag des Königs Neferirkare auf dem Palermostein aus der 5. Dynastie mit der älteren Schreibweise.
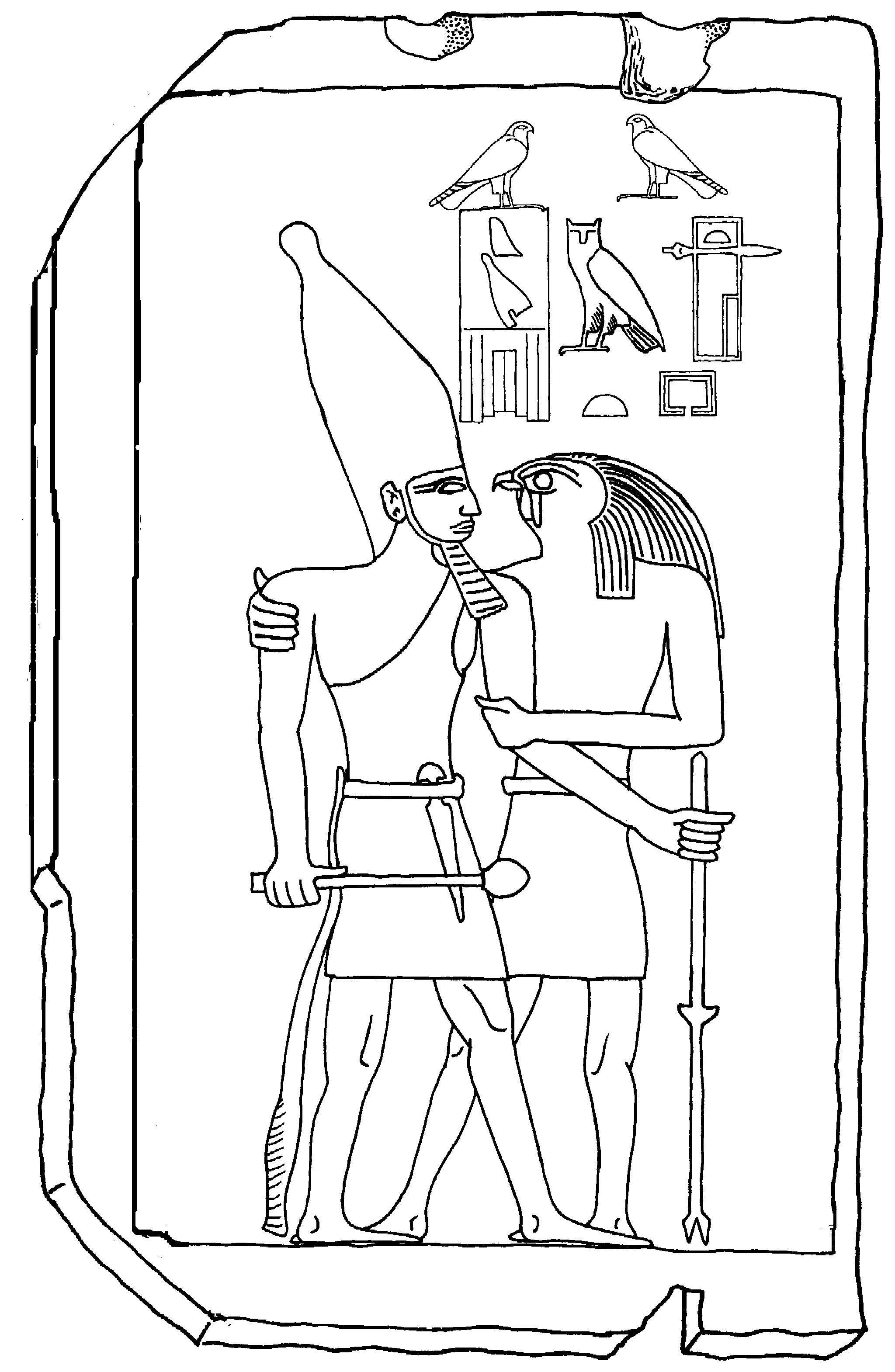
Stele mit dem Horusnamen Qahedjet im Louvre, Paris.

### Zum möglichen Horusnamen
König Huni kann nicht eindeutig einem Horusnamen aus der 3. Dynastie zugeordnet werden. Es gibt auch diesbezüglich Kontroversen und alternative Vorschläge.
Toby Wilkinson, Jaromír Málek, Nabil Swelim und Jacques Vandier schlagen eine Gleichsetzung von Huni mit einem König namens Horus Qa-hedjet („Erhobene Krone des Horus“) vor, der nur auf einer einzigen Stele (Louvre E 25982) erwähnt wird und von dem nur der Horusname bekannt ist. Stilistisch datiert sie in die Zeit zwischen Djoser und Snofru. Allerdings gibt es Zweifel an der Echtheit der Stele.
Peter Kaplony hält den Namen Neb-hedjetnub („Herr der Goldenen Krone“) aus dem Großen Grabschacht in Saujet el-Arjan für Hunis möglichen Horusnamen. Aber auch dies ist nicht unwidersprochen, da es sich nach Meinung von Aidan Dodson und Nabil Swelim eher um einen Goldnamen handelt, der dem König Bicheris (4. Dynastie) zugesprochen wird.
Andere Ägyptologen setzen Huni mit König Horus Chaba gleich, da Chaba – ähnlich wie Qahedjet – nur durch seinen Horusnamen, jedoch nicht durch weitere Titel bekannt ist. Diese Gleichsetzung basiert auf dem Umstand, dass Chabas Serech alleinstehend auf gravierten Steingefäßen erscheint, ein Trend, der mit dem Tod des Königs Chasechemui (Ende der 2. Dynastie) begann und eine auffällige Modeerscheinung der 3. Dynastie war. Ergänzend wirft Rainer Stadelmann ein, dass Chaba die ihm zugeschriebene Pyramide von Saujet el-Arjan nahezu fertigstellen konnte und die 24 Jahre, die Huni im Turiner Kanon zugesprochen werden, den für die Fertigstellung erforderlichen Zeitrahmen vollständig decken würden. Eine Gleichsetzung zwischen Horus Chaba und Huni gilt deshalb als die bislang wahrscheinlichste.

## Familie

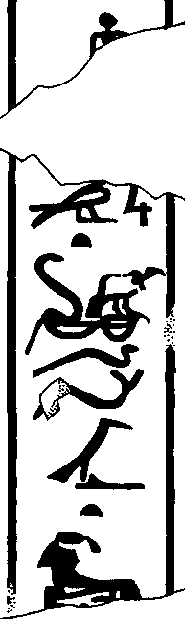
Gefäßaufschrift aus Elephantine mit Djefatnebti, die vielleicht mit Huni liiert war.

Die verwandtschaftlichen Beziehungen der Könige am Übergang von der 3. zur 4. Dynastie sind nicht geklärt. Die Königsliste von Saqqara, der Turiner Königspapyrus und die Lehre für Kagemni im Papyrus Prisse beschreiben Snofru stets als direkten Nachfolger des Huni. Eine Schlüsselfigur ist die Königin Meresanch I. Diese ist ziemlich sicher die Mutter des Snofru, es sind aber keinerlei Titel bezeugt, die sie als Tochter oder Gemahlin eines Königs ausweisen. Auch sonst finden sich keine Hinweise auf eine genealogische Verbindung zwischen Snofru und Huni. Da in Manethos Chronik zur altägyptischen Geschichte (Aegyptiaca) mit Snofru eine neue Dynastie beginnt, ist es durchaus möglich, dass mit ihm eine andere Königsfamilie an die Macht gekommen ist.
Bei den Gefäßaufschriften mit Jahresnamen aus Elephantine taucht auf einem Bierkrug eine Königin namens Djefatnebti mit dem Titel Weret-hetes auf. Leider lassen sich die Jahresnamen nicht sicher bestimmten Herrschern zuordnen. Nach dem stratigraphischen Befund, Einzelfunden und der räumlichen Nähe zur Elephantine-Pyramide sind sie in die späte 3. Dynastie zu datieren. Somit kommt Djefatnebti als mögliche Ehegattin Hunis in Frage. Eine weitere dort gefundene Inschrift datiert in das Jahr einer 11. Schätzung. Diese Schätzungen fanden in der Regel alle zwei Jahre statt, womit diese Inschrift um das 22. Regierungsjahr des nicht genannten Herrschers datiert. Die Inschrift mit Nennung der Königin stammt wahrscheinlich aus den Jahren kurz davor oder kurz danach.
Kinder von Huni sind nicht sicher zu identifizieren. Als mögliche Tochter wurde gelegentlich Hetepheres I. angesehen, die Mutter des Cheops und mögliche (Neben-)Gemahlin von Snofru. So wurde zuerst von William Stevenson Smith und  George Andrew Reisner die Möglichkeit angeführt, dass der Titel „Gottesgemahlin“, der in ihrem Grab in Gizeh belegt ist, als Hinweis dafür zu werten sei, in ihr eine Tochter Hunis zu sehen. Als „Erbprinzessin“ hätte sie durch ihre Heirat mit Snofru für ein Fortbestehen der königlichen Blutlinie gesorgt. Andere Forscher wie etwa Wolfgang Helck oder Wilfried Seipel führten hingegen ernsthafte Zweifel an dieser Interpretation des Titels „Gottesgemahlin“ an.
Auch die Mastaba M-16 von Nefermaat und Itet in Meidum wird mit Huni in Verbindung gesetzt. Yvonne Harpur konnte zeigen, dass es sich bei Nefermaat möglicherweise um einen Sohn dieses Königs handelt.

## Regierungszeit
Über die Regierungszeit des Huni ist fast nichts bekannt. Huni war vermutlich der letzte König (Pharao) der 3. Dynastie, er mag gemäß Thomas Schneider zwischen 2690 und 2670 v. Chr. regiert haben. Der Turiner Königspapyrus bescheinigt ihm eine Regierungszeit von 24 Jahren, was in der allgemeinen Forschung als glaubwürdig angesehen wird. Rückschlüsse auf bestimmte, einzelne Ereignisse während der Amtszeit gestalten sich als schwierig und können derzeit höchstens über zeitgenössische Dokumente erschlossen werden. Hierzu verweisen Ägyptologen auf die Grabinschriften der hohen Beamten Metjen, Chabausokar, Pehernefer und Achtiaa, welche gemeinsam gegen Ende der 3. Dynastie und zu Beginn der 4. Dynastie amtierten. Ihre Inschriften lassen den Schluss zu, dass Ägypten unter Huni eine neue Blütezeit erfuhr und das Verwaltungswesen einen neuen Höhepunkt erreicht hatte. Erstmals werden Einblicke in das Machtgefüge von Nomarchen und Priestern gewährt, auch wird im Grab des Metjen erstmals inschriftlich darauf hingewiesen, dass Ämter vererbbar waren.
Auf Elephantine fanden sich drei beschriftete Gefäße. Ihre Tintenaufschriften tragen jeweils eine Jahresdatierung nach einem wichtigen Ereignis („Jahr, in dem XY passierte“), sowie administrative Vermerke. Nach Fundlage und Stil der Inschriften datieren die Gefäße wahrscheinlich an das Ende der 3. Dynastie und damit eventuell unter Huni. Demnach beziehen sich die Ereignisse in den Jahresdatierungen wahrscheinlich auf Ereignisse in der Regierungszeit von Huni. Die Inschriften sind heute stark zerstört. Die erste Inschrift nennt das Jahr eines „Horusgeleites“ und den „Bau eines Gebäude“s, dessen Name jedoch nicht erhalten ist. Die zweite Inschrift nennt ein weiteres „Horusgeleit“, sowie das „11. Mal der Schätzung von Heliopolis“. Die dritte Inschrift nennt das Jahr des „Erscheinens des Königs von Unter- und Oberägypten“, das „3. Mal des Bekämpfens der Räuber“ und es erwähnt eine Königin, mit der etwas geschah. Das betreffende Verb im Zusammenhang mit der Königin ist jedoch nicht mehr lesbar, ihr Name lautete Djefatnebti.
Nach seinem Tod scheint Huni einen langen Totenkult und Nachruf genossen zu haben. Die Nennung einer Stiftung an den Totenbezirk des Huni auf dem Palermostein ist ein wichtiges Indiz hierfür, da sie etwa einhundert Jahre nach Huni vermerkt wurde. Auch die Erzählung im Papyrus Prisse lässt auf ein lang gepflegtes Andenken schließen.

## Bautätigkeit

### Zum möglichen Grabmal
Die tatsächliche letzte Ruhestätte des Huni ist unbekannt, weshalb verschiedene mögliche Grabmäler in Frage kommen. In Abusir liegt die Mastaba AS-54 eines hohen Beamten, der möglicherweise Huni gedient oder dessen Totenkult unterhalten hatte. Da es im Alten Reich üblich war, dass Totenpriester in unmittelbarer Nähe zum umsorgten Herrschergrab bestattet wurden, gehen jüngere Annahmen davon aus, dass Hunis Grab vielleicht in Abusir liegt.

#### Die Meidum-Pyramide

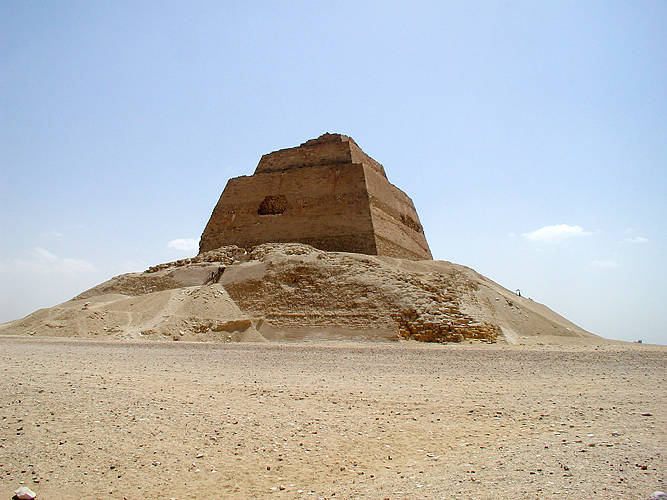
Die Ruine der Meidum-Pyramide

Frühere Ägyptologen nahmen an, dass die Pyramide von Meidum von Huni als vielstufige Stufenpyramide gebaut wurde (Bauphase E1), ähnlich den Grabmälern der Könige Djoser, Sechemchet und Chaba, jedoch bautechnisch weiter entwickelt. Nachdem König Snofru den Thron bestiegen hatte, soll er Hunis Pyramide mit Kalksteinprismen bedeckt und damit in eine „echte“ Pyramide umgestaltet haben. Man argumentierte, dass Snofru für sich bereits zwei Pyramiden in Dahschur baute und es somit unmöglich wäre, dass er während seiner Regierungszeit eine weitere gebaut hätte.
Doch genauere Untersuchungen und Ausgrabungen an der Pyramide und in unmittelbarer Nähe legten zahlreiche zeitgenössische Grabinschriften und Arbeitergraffiti, sowie Besucherinschriften der 18. Dynastie (Neues Reich) frei, welche die Schönheit der „weißen Pyramide des Snofru“ preisen und zum Gebet für Snofru und Meresanch I. aufrufen. Auch in zeitgenössischen Mastabagräbern erscheint nur Snofrus Name. Der Name der bei dem Bauwerk liegenden Pyramidenstadt lautet „Djed Snofru“ („Snofru ist beständig“). Hunis Name dagegen ist in Meidum bis heute nicht belegt. Es war unter Herrschern des Alten Reiches unüblich, das Grabmal eines Vorgängers fertigzustellen oder gar ein Vorgängergrab zu usurpieren.

#### Die Mastaba M17

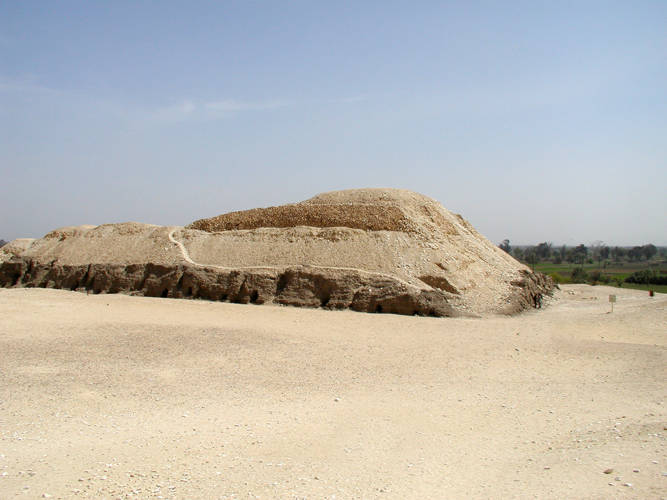
Die Mastaba M17 in Meidum

Nordöstlich der Meidum-Pyramide liegt eine riesige Mastaba mit der Bezeichnung M17. Diese wurde weitestgehend massiv aus Ziegeln errichtet. Verschiedentlich wurde die Idee geäußert, dass in ihr König Huni bestattet wurde. Allerdings geht Rainer Stadelmann davon aus, dass sie einem namenlosen Prinzen gehörte, der während der Bauphase E2 der Meidum-Pyramide verstarb. Aufgrund der Lage denkt er sogar an einen früh und unerwartet verstorbenen Thronfolger Snofrus.

#### Die Lepsius-I-Pyramide

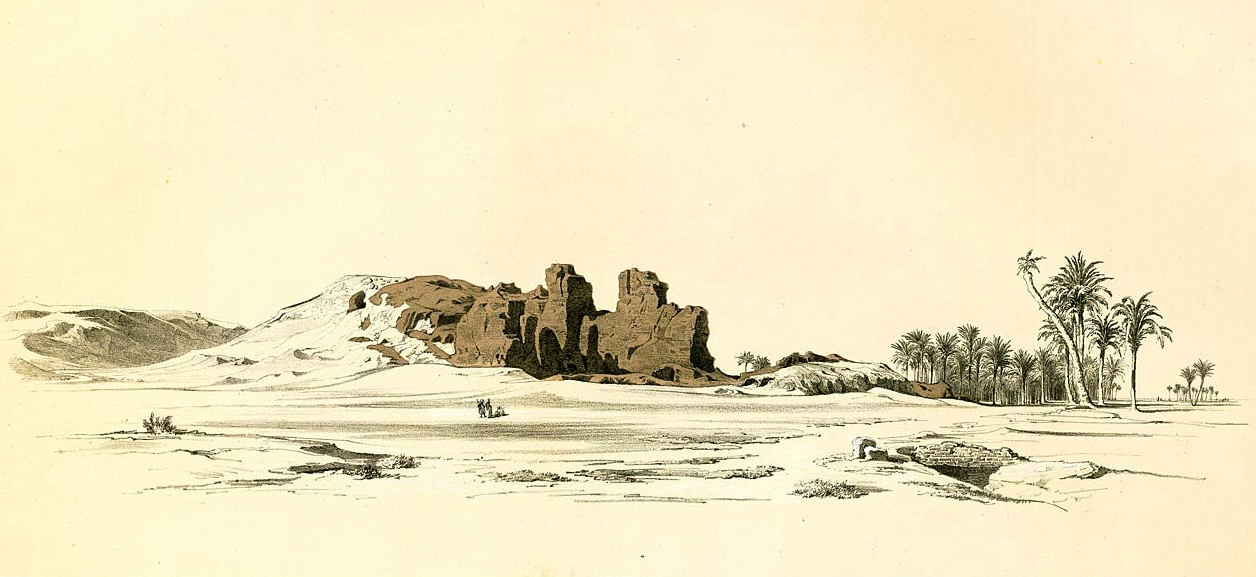
Überreste der Lepsius-I-Pyramide nach Lepsius (1842)

Die Lepsius-I-Pyramide ist die Ruine eines großen Lehmziegelmonuments in Abu Roasch, das bislang keinem Herrscher eindeutig zugeschrieben werden konnte. Sie befindet sich östlich der Radjedef-Pyramide. Der Pyramidencharakter des Bauwerks ist umstritten. 1842 wurde die Pyramide von Karl Richard Lepsius vermessen und als Ziegelpyramide Nr. I in seiner Pyramidenliste katalogisiert. Die Pyramide besaß eine fast quadratische Kammer, in der ein grob behauener Steinsarkophag entdeckt wurde. Zu Lepsius’ Zeit war das Bauwerk noch 17 m hoch, heute ist nur noch der Felskern erhalten. Er schätzte die ursprüngliche Höhe auf etwa 145 m.
Eine detaillierte Untersuchung fand erst 1985–1986 durch Nabil M. Swelim statt, der das Monument als Ruine einer großen Lehmziegelpyramide identifizierte, deren Kern zu etwa einem Viertel aus einem Felshügel bestand. Er datiert den Bau auf das Ende der 3. Dynastie und hält Huni für einen möglichen Inhaber. Dagegen gibt es jedoch einige Einwände. Die Pyramiden des Alten Reiches wurden üblicherweise an einem erhöhten, dominierenden Ort errichtet. Dazu passt die Ortswahl am äußersten Rand der Nil-Überschwemmungszone nicht. Der Felshügel, der den Kern bilden sollte, ist von Felsgräbern aus der 5. und 6. Dynastie durchlöchert. Es ist schwer vorstellbar, dass man den Bau in diesem Ausmaß vernichtete, um im Innern eine Nekropole von Felsgräbern zu errichten.

#### Die Chaba-Pyramide

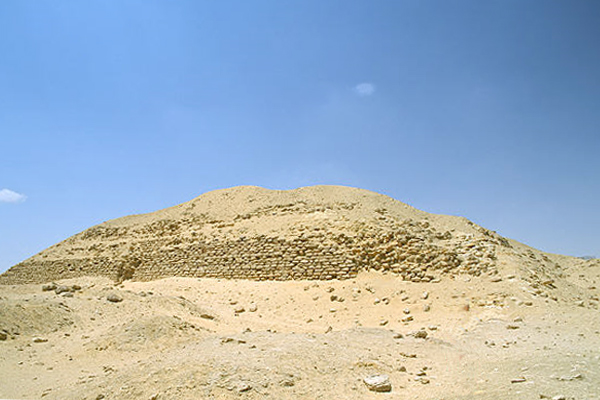
Ruine der Chaba-Pyramide

Auf halber Strecke zwischen Gizeh und Abusir liegt die Nekropole Saujet el-Arjan mit zwei unvollendeten Pyramiden. Die ältere und im Bau weiter vorangeschrittene wird in der Ägyptologie auch als „Layer Pyramid“ („Schalenpyramide“) bezeichnet und einem König mit dem Horusnamen Chaba zugeschrieben. Nach Miroslav Verner lässt sich das Bauwerk typologisch sicher zwischen die Sechemchet-Pyramide und die Meidum-Pyramide einordnen und damit stammt sie sicher aus der Mitte beziehungsweise zweiten Hälfte der 3. Dynastie.
Da der Bau über lange Zeit in einem militärischen Sperrgebiet lag, wurde er bislang weder komplett ausgegraben noch vollständig untersucht. Einzig die östlich davon gelegene Mastaba Z500 wurde bisher systematisch untersucht. Dort wurden unter anderem acht Alabastergefäße mit dem Horusnamen Chaba gefunden. Dies wird von einigen Ägyptologen als Beleg dafür angesehen, dass dieser der Inhaber der „Layer Pyramid“ gewesen sein könnte.
Die „Layer Pyramid“ ist die einzige Pyramide aus dieser Zeit, die beinahe fertiggestellt wurde. Bedenkt man die 24 Regierungsjahre, die Huni zugeschrieben werden, wäre er sicherlich in der Lage gewesen, ein Monument dieser Größe zu errichten. In der 3. Dynastie wurde auf königlichen Monumenten jeweils nur der Horusname gefunden, während spätere Aufzeichnungen und Monumente den Thronnamen von Königen verwendeten, wie die Beispiele Djoser/Netjeri-chet und Sechemchet/Djoser-Teti zeigen. Deshalb identifiziert Rainer Stadelmann Huni mit Chaba und schreibt ihm die Errichtung der „Layer Pyramid“ zu.

### Ein Palast auf Elephantine

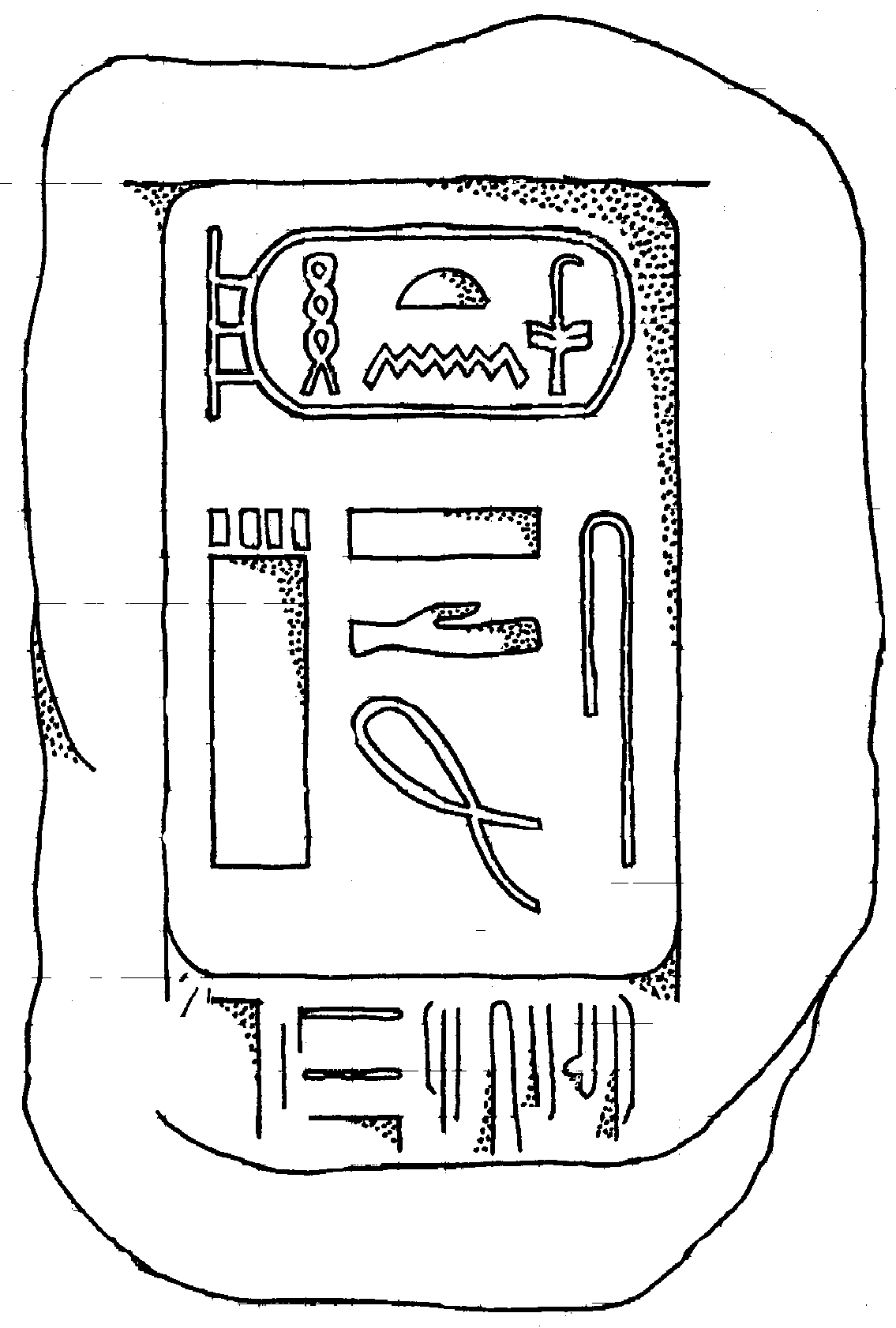
Granit-Konus aus Elephantine, der einen Palast erwähnt

Auf nebenstehend abgebildetem Granit-Konus ist im Zusammenhang mit der Nennung eines Gebäudes der Name Hunis in einer Kartusche geschrieben. Nach früherer Deutung ging es dabei um eine Festung Hunis. Tatsächlich steht hier jedoch Ah sesched nisut Huni, geschrieben mit dem hieroglyphischen Zeichen eines Palastes und nicht einer Festung.
Schwierigkeiten bereitet das Wort Sesched, das mit einer Leinenschnur determiniert wird und in seiner eigentlichen Bedeutung „Stirnband“ heißt. Im königlichen Kontext kann es auch „Diadem“ bedeuten, so bezeichnet Sesched-en-Wag (sšd-n-w3g) das Leinen-Diadem des Wag-Festes. Dieter Arnold verbindet den Sesched-Palast mit diesem Fest. Allerdings gibt es keine Erwähnung eines solchen Palastes in den Texten des Alten Reiches. Herbert Ricke dachte beim Wort Sesched an das allerdings erst seit dem Neuen Reich belegte Seschedet, zu Deutsch „(Erscheinungs-)fenster“. Gemäß Stadelmann mag dieses Wort bereits im Alten Reich diese Bedeutung gehabt haben.
Da Königspaläste im Alten Reich durchaus poetische Namen hatten, halten Dreyer, Kaiser und Stadelmann eine Interpretation als „Palast: (Stirn-)binde des Huni“ für am wahrscheinlichsten.
Für Rainer Stadelmann enthielt der Name sicherlich eine propagandistische Aussage: Da sich die Alten Ägypter südwärts orientierten, hatte der Süden immer die Bedeutung des Vorderen, beziehungsweise, des Kopfes. Der südlichste Palast des Landes auf der Insel Elephantine könnte daher gut das Stirnband des Königs symbolisieren, mit Blick auf den Katarakt und die südlichen Grenzen.

### Die Pyramide von Elephantine und weitere kleine Stufenpyramiden
Die Pyramide von Elephantine gehört zusammen mit den Pyramiden in Edfu-Süd, El-Kula, Ombos, Saujet el-Meitin, Seila und Sinki zu einer Gruppe von insgesamt sieben sehr ähnlichen kleinen Stufenpyramiden, die alle fernab der großen Zentren Ägyptens errichtet wurden und über die sehr wenig bekannt ist. Typologisch lassen sie sich alle in die zweite Hälfte der 3. Dynastie einordnen, genauer in die Zeit von Sechemchet bis Snofru. Keine hat irgendwelche Kammern oder Bauten im unmittelbaren Umfeld.
Die Pyramide von Elephantine befindet sich im Nordwest-Teil der aus dem Alten Reich stammenden Stadt im Süden der Insel Elephantine. Entdeckt wurde das Bauwerk bereits 1907, es konnte jedoch erst nach erneuten Grabungen durch das Deutsche Archäologische Institut 1978/79 als Pyramide identifiziert werden.
Dreyer, Kaiser und Stadelmann gehen davon aus, dass der Granit-Konus mit der Inschrift Hunis ursprünglich an der Außenfront der Pyramide aufgestellt wurde, und datieren sie darum in dessen Regierungszeit. Deshalb hielten Dreyer und Kaiser alle kleinen Stufenpyramiden für ein zusammenhängendes Bauprojekt von Huni, die als Machtzentren oder Kenotaphe an den königlichen Wohnsitzen außerhalb der Residenz errichtet worden sind. Für Miroslav Verner besitzt der Granit-Konus jedoch keine direkte Beweiskraft. Andrzej Ćwiek wies darauf hin, dass der Text sich auf einen Palast und nicht auf eine Pyramide bezieht. Sollte der Konus überhaupt jemals Bestandteil der Pyramide gewesen sein, dann wäre er seiner Meinung nach lediglich als Baumaterial wiederverwendet worden.
Mittlerweile konnte zumindest die Pyramide von Seila, die sich in Größe und Höhe deutlich von den anderen kleinen Stufenpyramiden unterscheidet, anhand zweier großer Kalkstein-Stelen eindeutig dem König Snofru zugeordnet werden. Somit ist es möglich, dass solche kleinen Stufenpyramiden in einer weitaus breiteren Zeitspanne als nur am Ende der 3. Dynastie entstanden sind.

### Ein Bau namens „Seschem“

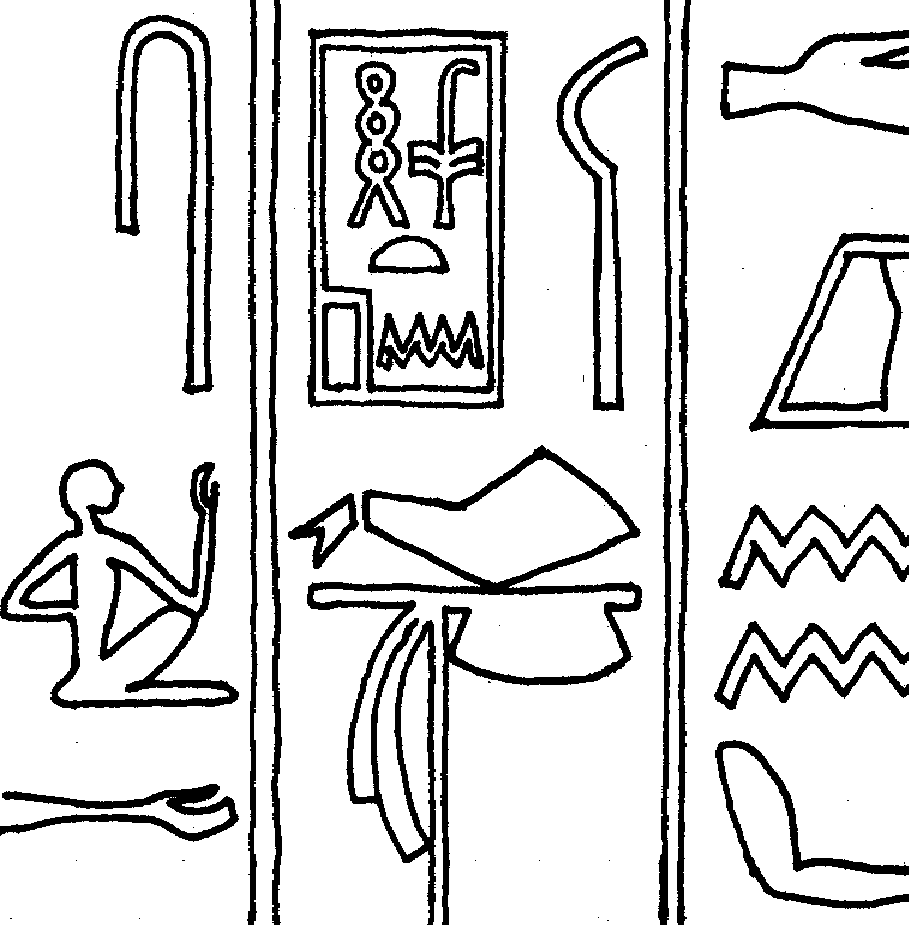
Hunis Name in der Grabinschrift des Metjen.

Der sonst mit zusätzlichen Angaben zurückhaltende Turiner Königspapyrus enthält für Huni den unvollständigen Vermerk p3 qdw sšm […] (pa qedu seschem). Hans Goedicke ergänzte den Eintrag zu sšm-t3wy (seschem taui), „der Führer des Landes“. Tatsächlich bedeutet der Eintrag aber vermutlich „der Erbauer“ (p3 qdw – pa qedu) von sšm (seschem), beziehungsweise „der, der sšm[…] baute“ wobei es sich bei sšm. um ein außergewöhnliches Bauwerk handelt, das Huni errichten ließ und für das er in der altägyptischen Tradition verehrt wurde. Dreyer und Kaiser sehen darin eine mögliche Verbindung zu den kleinen Stufenpyramiden als Durchführung eines größeren Bauprogrammes im ganzen Lande.

### Totenstiftungsgüter
Neben der genannten Domäne des Huni in der Grabinschrift des Metjen wird auch noch etwa 200 Jahre später unter Neferirkare, in der 5. Dynastie, eine Totenstiftung erwähnt, die den Namen Hunis trägt und sich im Gau von Letopolis befunden haben soll. Archäologisch nachgewiesen ist die Anlage jedoch bislang nicht. Stimmt Wolfgang Helcks Herleitung des Ortsnamens „Ehnas“, wäre dies eine weitere Gutsanlage gewesen, die für die Versorgung von Hunis Grabanlage bestimmt war. Somit kann man davon ausgehen, dass man unter Huni damit begann, Gutsanlagen für die Pyramidenversorgung in ganz Ägypten anzulegen, wie sie unter dem Nachfolger Snofru bereits in großer Zahl belegt sind.